# Tulajla
Tulajla (arab. تليلة) – wieś w Syrii, w muhafazie Aleppo, w dystrykcie Al-Bab. W 2004 roku liczyła 126 mieszkańców.